# Achille Vianelli
Pour les articles homonymes, voir Vianelli.
Achille Vianelli (Port-Maurice (Imperia), 31 décembre 1803 – Benevento, 2 avril 1894) est un peintre italien du XIXe siècle.

## Biographie
Achille Vianelli est le fils d'un diplomate français d'origine vénitienne. Il passe sa jeunesse à Otrante et en 1820 il déménage avec sa famille à Naples où il étudie le dessin, la peinture et la technique de l'aquarelle.
En 1825, avec Giacinto Gigante, il est l'un des principaux artistes de l'école du Pausilippe.
En 1848 il se rend à Bénévent où il se consacre à la peinture et où il fonde en 1850 une école de dessin dans le cloître Sainte-Sophie. Gaetano de Martini fréquenta cette école comme artiste.
Achille Vianelli travaille principalement à Bénévent, mais au cours de sa longue carrière il voyage beaucoup, passant de nombreuses années en France (jusqu'en 1846) où il enseigna la technique de l'aquarelle au roi Louis-Philippe.
Il meurt à Bénévent le 2 avril 1894, l'âge de 90 ans.

## Œuvres
- Vue de la piazza dell'Erbe à Vérone,
- Campo Vaccino (1836),
- Course des biges dans la Rome antique,
- Une vue du Castello Estense à Ferrare,
- La Baie de Naples, tempera, galerie des Offices, Florence,
- La Madonna del Soccorso à Forio d'Ischia (1893), aquarelle, Musée Sannio, Bénévent,
- Grotte du Palais Donn'Anna (1825), Musée national, Naples,
- Intérieur de la cathédrale de Salerne (1841), Naples,
- Un mendiant avec un enfant dans les rues de Naples (1840).
- Vue de la côte de Sorrente, château de Villepreux.

### Sources
- (it) Cet article est partiellement ou en totalité issu de l’article de Wikipédia en italien intitulé « Achille Vianelli » (voir la liste des auteurs).